# Municipio Juanacatlán
Koordinaten: 20° 30′ N, 103° 6′ W
Juanacatlán ist ein Municipio im mexikanischen Bundesstaat Jalisco, dessen Verwaltungssitz das gleichnamige Juanacatlán ist.

## Lage
Juanacatlán befindet sich im Bundesstaat Jalisco, etwa 31 km südöstlich des Zentrums von Guadalajara, der Hauptstadt des Bundesstaates. Juanacatlán ist die Nachbargemeinde von El Salto, die beide durch einen Wasserfall getrennt sind, der den Namen beider Gemeinden in sich vereint: El Salto de Juanacatlán.

## Namensbedeutung
Der Name entspringt dem Nahuatl-Wortstamm Xonocatlan, das sich aus den Worten Xonoca (deutsch Zwiebel) Tlan (Ort) zusammensetzt und daher so viel Ort der Zwiebel bedeutet.

## Geschichte
In vorspanischer Zeit wurde die Region von Stämmen bewohnt, die der Nahuatl-Sprachfamilie angehören. Um 1530 wurde das Gebiet von spanischen Truppen unter der Leitung von Nuño Beltrán de Guzmán erobert und 1531 fiel Juanacatlán endgültig unter spanische Herrschaft.
Im Jahr 1556 wurde der Ort zum ersten Mal in dem Werk Delle Navigationne et Viagge des italienischen Historikers Giovan Battista Ramusio mit einer ausführlichen Schilderung des großen Wasserfalls am Ortseingang erwähnt.
Die offizielle Gründung der Gemeinde Juanacatlán erfolgte mit Dekret Nr. 832 vom 19. Dezember 1898.
Zu Beginn des 20. Jahrhunderts kam es zu bewaffneten Kämpfen zwischen Bewohnern der heutigen Nachbargemeinden El Salto und Juanacatlán. Auslöser des erbitterten Streits war das Unabhängigkeitsstreben der Arbeiter des Partido Rojo (Rote Partei) aus El Salto, die sich von der Gemeinde Juanacatlán lösen wollten. Die Lage spitze sich zu, als 1915 der Gemeindevorsteher Donato Graciano von klerikalen Reaktionären ermordet wurde.

## Sport
Eine wichtige Position im gesellschaftlichen und sportlichen Leben der Stadt nimmt der am 17. September 1917 gegründete Club Deportivo Juanacatlán ein. Obwohl der auch unter dem Spitznamen Gorilas de Juanacatlán bekannte Verein nie den Schritt in den Profifußball gegangen ist, hat er einige Talente hervorgebracht, die später in der höchsten Fußballliga Mexikos gespielt haben. Zu den herausragenden Spielern, die in Juanacatlán geboren wurden, zählt unter anderem Javier Barba, der zweimal (1963/64 und 1964/65) mit dem benachbarten Großstadtverein Deportivo Guadalajara die mexikanische Fußballmeisterschaft gewann. Barba stammt aus einer wahren Fußballdynastie von Juanacatlán. Sein Großvater mütterlicherseits, Tranquilino Cortés Suárez, war 1917 ein Gründungsmitglied des bereits genannten Club Deportivo Juanacatlán, für den später auch sein Vater Timoteo Barba Meza gespielt hatte. Außerdem hat Javier Barba 4 Brüder (der ältere Leopoldo sowie die jüngeren Leonardo, Salvador und Carlos), die ebenfalls alle Fußballprofis wurden, womit sie die einzige mexikanische Familie mit 5 Profifußballspielern sind.
Ebenfalls ein herausragender Spieler aus dem Nachwuchs des Vereins war Mauro Franco Palos, der in der Saison 1955/56 die Meisterschaft mit dem Club León gewann. Dasselbe gilt für Javier García Lomelí, der in der Saison 1962/63 die Meisterschaft mit dem Club Deportivo Oro gewann und in den erweiterten Kader der mexikanischen Olympiaauswahl für das im eigenen Land ausgetragene olympische Fußballturnier 1968 aufgenommen wurde, auch wenn er letztendlich nicht teilnehmen konnte, sowie für den Torhüter Blas Sánchez, der 1999 bei einem Autounfall ums Leben gekommen war und nach dem postum das Sportgelände der Gemeinde Juanacatlán benannt wurde. Ein weiterer in Juanacatlán geborener Fußballspieler war Ernesto „Burro“ Sánchez, der in der Saison 1977/78 mit den UANL Tigres den ersten Meistertitel in deren Vereinsgeschichte gewann.